# Sleep Walk
Singles de Santo & Johnny
Dream
(1959)
Pistes de Santo & Johnny
School Days
(A5) Tenderly
(B1)
Sleep Walk (parfois écrit Sleepwalk) est un titre de guitare instrumentale créé aux États-Unis par le duo de guitaristes Santo & Johnny. Le disque se classe no 1 des charts américains pour deux semaines en septembre 1959 et reçoit un disque d'or. Il se classe 22e au Royaume-Uni, 10e en Australie et 3e en Italie.
Le titre est interprété par un duo guitare rythmique et Lap-steel guitar jouée avec une tonebar (ce qui lui confère une sonorité hawaïenne).

## Reprises
Une version chantée, avec des paroles écrites par Don Wolf, est enregistrée pour la première fois dès 1959 par Betsy Brye. Adaptée en français sous le titre Nuit Bleue par Guy Bertret et Paul Pique, elle est interprétée en 1960 par Caterina Valente.
Il existe de multiples autres versions dont :
- les Shadows (enregistrée, cette fois, à la guitare électrique) en 1961,
- Nikka Costa en 1981,
- Hank Marvin, en solo dans les années 1990,
- Les Paul sur le live in New York en 1994,
- Brian Setzer (qui remporte un Grammy Award à cette occasion en 1998)[3],
- Steve Howe sur l'album Quantum Guitar (en)[2].
- Ricky King (1976)
- Jeff Beck,
- Joe Satriani,
- Chet Atkins,
- les Ventures,
- Jeff Baxter,
- Jake Shimabukuro,
- Deftones,
- Danny Gatton,
- B. J. Cole (it),
- Amos Garrett (en),
- Larry Carlton,
- Popa Chubby (2008)

## Utilisation dans les films
On peut entendre Sleep Walk dans de nombreuses bandes originales de film, comme Diabolo menthe, Charlie's Angels 2, Les Deux Sirènes, Shine (retraçant l'histoire du pianiste australien David Helfgott) de Scott Hicks, L'Armée des douze singes, La Nuit déchirée, Legend, mais aussi dans The Irishman de Martin Scorsese ou dans le film retraçant la vie de Ritchie Valens, La Bamba, ou encore dans le film Conjuring : Les Dossiers Warren, avec la version de Betsy Brye.

## Classements hebdomadaires
| Classement (1959)              | Meilleure position |
| ------------------------------ | ------------------ |
| Australie (Kent Music Report)  | 10                 |
| États-Unis (Billboard Hot 100) | 1                  |
| Italie (FIMI)                  | 3                  |
| Royaume-Uni (UK Singles Chart) | 22                 |